# Yên Bình, Thạch Thất
Yên Bình là một xã thuộc huyện Thạch Thất, thành phố Hà Nội, Việt Nam.

## Địa lý
Xã Yên Bình nằm ở phía tây huyện Thạch Thất, có vị trí địa lý:
- Phía đông giáp xã Thạch Hòa và xã Tiến Xuân
- Phía tây giáp xã Yên Trung và tỉnh Hòa Bình
- Phía nam giáp xã Tiến Xuân
- Phía bắc giáp huyện Ba Vì.

Xã có diện tích 20,73 km², dân số năm 2021 là 6.275 người, mật độ dân số đạt 302 người/km².

## Lịch sử
Dưới thời Nguyễn, vùng đất xã Yên Bình hiện nay thuộc tổng Hòa Lạc, huyện Mỹ Lương, phủ Quốc Oai, tỉnh Sơn Tây. Đến thời Pháp thuộc, tỉnh Hòa Bình được thành lập, hai xã Quang Diệu và Yên Lệ thuộc tổng Hòa Lạc được sáp nhập về châu Lương Sơn, tỉnh Hòa Bình.
Sau Cách mạng Tháng Tám, hai xã Quang Diệu và Yên Lệ hợp nhất thành xã Yên Quang thuộc huyện Lương Sơn. Tháng 10 năm 1948, xã Yên Quang được chuyển về huyện Kỳ Sơn.
Ngày 10 tháng 11 năm 1956, Ủy ban kháng chiến hành chính Liên khu 3 ban hành quyết định chia xã Yên Quang thành 3 xã: Yên Bình, Yên Quang và Yên Trung. Ngày 27 tháng 2 năm 1961, xã Yên Bình được chuyển về huyện Lương Sơn theo Quyết định số 31-CP của Hội đồng Chính phủ.
Ngày 1 tháng 8 năm 2008, xã Yên Bình tách ra khỏi huyện Lương Sơn và sáp nhập vào thành phố Hà Nội theo Nghị quyết số 15/2008/QH12 của Quốc hội.
Ngày 8 tháng 5 năm 2009, Chính phủ ban hành Nghị quyết số 19/NQ-CP. Theo đó, chuyển toàn bộ 2.073,06 ha diện tích tự nhiên và 5.875 người của xã Yên Bình vào huyện Thạch Thất quản lý.